# Assassin's Creed: Lineage
Assassin's Creed: Lineage es una serie de tres cortometrajes de acción en vivo que narran la historia de Giovanni Auditore, padre de Ezio Auditore, protagonista de Assassin's Creed II, Assassin's Creed: Brotherhood y Assassin's Creed: Revelations. La historia de estos cortos toma lugar meses antes de los sucesos de Assassin's Creed II. Los episodios fueron producidos por Ubisoft y el primero fue estrenado el 26 de octubre de 2009 en YouTube. Los cortometrajes tienen el objetivo de promoción para el juego, así como un intento de Ubisoft para hacer su primer paso en la industria del cine. Fueron dirigidos por el director de cine canadiense Yves Simoneau.

## Argumento
La película es una precuela del videojuego  Assassin's Creed II. Se centra en Giovanni Auditore, el padre del personaje principal del juego, Ezio Auditore da Firenze. Giovanni es un noble italiano y miembro secreto de la orden de los Asesinos que vive en Florencia, a finales del siglo XV (Renacimiento).
Tras la muerte del duque de Milán, el asesino Giovanni Auditore recibe el encargo de investigar el crimen. Su misión es descubrir a los responsables y las razones del brutal asesinato. Pero las respuestas que encuentra implican a las familias más poderosas de Italia y develan una conexión con el propio Vaticano. Cuanto más se acerca a la verdad, el propio Giovanni se convierte en objetivo del complot, por lo que debe relevar los nombres de los conspiradores antes de ser víctima él mismo. La historia presenta la situación antes de Assassin's Creed II, y a los enemigos de ambos, Giovanni y su hijo Ezio.
Episodio 1
En 1476 en Florencia, Giovanni Auditore, un asesino, intenta descubrir una conspiración contra Galeazo María Sforza, duque de Milán y uno de los aliados de Lorenzo de Medici, para quien trabaja. La investigación le lleva hasta Milán, donde intentará evitar que ocurra lo peor.
Episodio 2
Al perseguir a los asesinos de Sforza, Giovanni llega a Venecia, donde intercepta una carta codificada de los conspiradores. Decodificar este documento para develar los nombres de quienes han orquestado la conspiración será de vital importancia.
Episodio 3
Incapaz de descifrar el contenido de la carta, Giovanni decide llevarla a Roma para desenmascarar a los líderes de la conspiración, pero allí descubre que esta es más grande y más peligrosa de lo que había pensado.

## Elenco
- Romano Orzari como Giovanni Auditore.
- Manuel Tadros como Rodrigo Borgia, apodado dentro del juego como "El Español".
- Alex Ivanovici como Lorenzo de Médici.
- Devon Bostick como Ezio Auditore.
- Jesse Rath como Federico Auditore.
- Claudia Ferri como María Auditore.
- Michel Perron como Uberto Alberti.
- Roc Lafortune como prisionero.
- Arthur Grosser como Papa Sixto IV.
- Shawn Baichoo como padre Antonio Maffei.
- Frank Fontaine como Marco Barbarigo.
- Peter Miller como duque de Milán.
- Harry Standjofsky como Silvio Barbarigo.
- Maxime Savaria como mensajero templario.